# 玉木千尋
玉木 千尋（たまき ちひろ）は、株式会社Time Files ,inc所属の作詞、作曲、編曲家。

## 経歴
2013年10月に株式会社Time Files ,incと専属契約し活動を開始。
ギターをメインに全ての楽器をこなすマルチプレーヤーでもある。
EDMを含むダンスミュージックを始め、ストリングスやブラス等のアレンジも得意とする。
所属後は代表の小野貴光がリリースする楽曲のほぼ全ての編曲を手がけ、
自身も作曲家として積極的にリリースを続けている。

## 楽曲を提供した主な作品

### アニメ・特撮
- 『アイカツプラネット!』
  - オープニングテーマ「Bloomy＊スマイル」歌 : 舞桜・るり・響子・栞 from STARRY PLANET☆ (編曲)
  - テーマソング「HAPPY∞アイカツ！」歌 : STARRY PLANET☆ (編曲)
  - 「ミライContinue!!」(編曲)
- 『劇場版アイカツプラネット!』
  - Tick×Tackノスタルジア　(作曲・編曲)
- 『アイドル事変』
  - 「START UP,DREAM!!」歌：with（鬼丸靜(cv.渕上舞)、星菜夏月(cv.八島さらら) )（編曲）
  - 「Fun Fun！あい・すくり〜む」歌：A.I.S(新城小夏(cv.藏合紗恵子),猫平小夜(cv.照井春佳),木谷るる(cv.明坂聡美)) （編曲）
  - 「煌めきのシンフォニア」歌： Cherry7（白神沙希（cv.田村ゆかり）、高崎メイベル（cv.植田佳奈）、向井かずみ（cv.豊口めぐみ）、泉沢めぐ（cv.丹下桜）) )（編曲）
  - 「Honey Moon Cafe」歌：ハニートラップ（桃井梅（cv.仲谷明香）、五十鈴川桜（cv.長嶋はるか）、北仲日和（cv.小岩井ことり）、知花モニカ（cv.井澤詩織） )（編曲）
- 『THE IDOLM@STER』（アイドルマスター）
  - 「セクシータイフーン（双海真美(CV:下田麻美)」（編曲）
- 『THE IDOLM@STER MILLION LIVE!（アイドルマスター ミリオンライブ）』
  - 「ビギナーズ☆ストライク（永吉昴(CV:斉藤佑圭)」（編曲）
- 『THE IDOLM@STER SideM』(アイドルマスター サイドエム)
  - 「Sweep Your Gloom」歌：葛之葉雨彦(CV.笠間淳)
  - 「…掲げよう、偽りなき自分を。」歌：九十九一希（CV.徳武竜也）
  - 「PRECIOUS TONE」歌：秋山 隼人（CV.千葉翔也）
- 『THE IDOLM@STER CINDERELLA GIRLS（アイドルマスター シンデレラガールズ）』
  - 「ゴキゲンParty Night（３アルバム共通新曲）」（編曲）
  - 「OωOver!!」(Asterisk) 前川みく(CV：高森奈津美)×多田李衣菜(CV：青木瑠璃子)（編曲）
  - 「Heart Voice(18話ED曲)」(CANDY ISLAND with 輿水幸子)双葉杏（CV:五十嵐裕美）、三村かな子（CV:大坪由佳）、緒方智絵里（CV:大空直美）、輿水幸子（CV：竹達彩奈）(編曲)
  - 「Wonder goes on!!（19話ED曲）」歌：＊(Asterisk) with なつなな(安部菜々(CV：三宅麻理恵)＆木村夏樹(CV：安野希世乃)（編曲）
  - 「Rockin’ Emotion（19話夏樹曲）」歌：木村夏樹(CV：安野希世乃)（編曲）
  - 「OωOver!! -Heart Beat Version-」（19話挿入曲）」歌：＊(Asterisk) (前川みく(CV：高森奈津美)＆多田李衣菜(CV：青木瑠璃子)（編曲）
  - 「Can't Stop!!」片桐早苗（CV:和氣あず未）
- 『イジらないで、長瀞さん』
  - 「イジらないで、長瀞さん」長瀞さん(CV.上坂すみれ)（編曲）
- 『うさかめ』
  - 「Promise you」(エンディング主題歌)歌: アース・スター ドリーム
  - 「青春サーフDays」歌: うさかめ高校テニス部　中島由貴(田中きなこCV)・小出ひかる(佐藤くるみCV)・新井田いづみ(鈴木あやこCV)・谷尻まりあ(西新井大師西CV) feat. 高尾奏音(古平たすくCV)・曽我部英理(馬場みやこCV)・愛原ありさ(色葉似ほへとCV)
- 『宇宙戦艦ティラミス』
  - 「breakthrough」オープニングテーマ 歌:スバル・イチノセ(CV:石川界人)（編曲）
- 『音楽少女』
  - 「永遠少年」（オープニングテーマ）歌: 小倉唯（編曲）
  - 「シャイニング・ピース」(エンディングテーマ)歌:音楽少女 金時琴子（Lynn）、迎羽織（小倉唯）、迎桐（上坂すみれ）、千歳ハル（沼倉愛美）、熊谷絵里（瀬戸麻沙美）、竜王更紗（渕上舞）、箕作沙々芽（高橋花林）、西尾未来（岡咲美保）、雪野日陽（大野柚布子）、具志堅シュープ（島袋美由利）、諸岡ろろ（江口菜子）（編曲）
  - 「太陽(てぃーだ)の花」歌:具志堅シュープ(CV.島袋美由利) （編曲）
  - 「さよならセブンティーン」(第7話、第10話挿入曲)歌:三重野瞳（編曲）
- 『カードファイト!! ヴァンガード』
  - 「Destiny Calls」(オープニング主題歌)歌:ウルトラレア(レッカ(CV:南條愛乃) コーリン(CV:三森すずこ) スイコ(CV:愛美))（編曲）
  - 「マーメイド・グラフィティ」(「カードファイト!! ヴァンガード 新右衛門編」「受験生のメリークリスマス」挿入曲)歌:高蔵寺ヒトミ(cv.伊藤彩沙)(編曲)
- 『カードファイト!! ヴァンガードG NEXT』
  - 「To Go Higher」歌:福原高校ヴァンガード部(綺場シオン/cv.榎木淳弥、羽島リン/cv.近藤唯、早尾アンリ/cv.西健亮)（編曲）
- 『神様はじめました』
  - 「想いかんざし花一輪」巴衛（CV：立花慎之介）（編曲）
  - 「極悪の華」悪羅王(CV：諏訪部順一)（編曲）
  - 「いつも ずっと」翠郎 (CV：平川大輔)（編曲）
  - 「刹那LOVE☆フォーエバー」鞍馬 (CV：岸尾だいすけ)（編曲）
  - 「挑発挑発Wild Soul!! 」鞍馬 (CV：岸尾だいすけ)（編曲）
- 『GJ部』「天使真央（CV:内田真礼）
  - 「Lovely Trip」」（編曲）
- 『劇場版　デジモンアドベンチャーtri.』
  - 「Butter-Fly〜tri.Version〜」歌:和田光司（編曲）
- 『血液型くん! 2期』
  - 「ハッピー∞エフェクト」（エンディング主題歌）歌: アース・スター ドリーム（編曲）
- 『月刊少女野崎くん』
  - 「青春Rolling Days〜ロマンチックにストイック〜」歌: 野崎梅太郎 (CV:中村悠一)（編曲）
- 『けものフレンズ (アニメ)』
  - 「湯けむりユートピア」 歌:ギンギツネとキタキツネ(ギンギツネ(cv.相坂優歌)、キタキツネ(cv.三森すずこ))（編曲）
  - 「純情フリッパー」(「けものフレンズ FESTIVAL」テーマソング) 歌:PPP (プリンセス（CV.佐々木未来）コウテイ（CV.根本流風）ジェーン（CV.田村響華）イワビー（CV.相羽あいな）フルル（CV.築田行子）)（編曲）
  - 「Hello！アイドル」 歌:ジェーン（CV：田村響華）（編曲）
- 『けものフレンズ2』　
  - 「だーよだーよマンボ」アミーゴビースト(cv.内田彩)（編曲）
- 『Code:Realize 〜創世の姫君〜』
  - 「Shall we dance?」歌: アルセーヌ・ルパン（CV：前野智昭）（編曲）
  - 「Endless pain」歌: エイブラハム・ヴァン・ヘルシング（CV：諏訪部順一）（編曲）
  - 「優しい予感 -in the morning rays-」歌: ヴィクター・フランケンシュタイン（CV：柿原徹也）（編曲）
  - 「Trip to the moon」歌: インピー・バービケーン（CV：森久保祥太郎）
  - 「運命の旅人」歌: サン・ジェルマン（CV：平川大輔）
- 「ご注文はうさぎですか？？」
  - 「Bitter Tea:Time」(作・編曲)
  - 「あした元気になぁれ！」(作・編曲)
- 『SERVAMP-サーヴァンプ-』
  - 「Crossing World」城田真昼 (CV：寺島拓篤) & クロ (CV：梶裕貴)（編曲）
  - 「Flugel」歌: リヒト・ジキルランド・轟(CV:島﨑信長)（編曲）
  - 「KNOCKIN' ON THE FUTURE!!」歌: 城田真昼(CV:寺島拓篤)（編曲）
- 「城下町のダンデライオン」
  - 「Search Light」桜庭らいと(cv.小倉唯)&米澤紗千子(cv.三澤紗千香)デュエットVer.（編曲）
- 『SHOW BY ROCK!!』
  - 「Do！It！Happy大冒険！」歌：Plasmagica　（作詞・作曲・編曲）
  - 「ain't nobody STOP」歌：REIJINGSIGNAL　（作詞・作曲・編曲）
  - 「パステージ」歌：ARCAREAFACT　（作詞・作曲・編曲）
  - 「EMPIRE DOMINATOR」歌：BUDVIRGINLOGIC　（作詞・作曲・編曲）
  - 「アノカナタリウム」歌：Mashumairesh!!　（作詞・作曲・編曲）
- 「ストライク・ザ・ブラッド」
  - 第3巻：特典CD「煌坂紗矢華」曲　（編曲）
- 『千銃士』
  - 「antique memory」（オープニングテーマソング）歌: ブラウン・ベス（CV：八代拓）、シャルルヴィル（CV：立花慎之介）、スプリングフィールド（CV：蒼井翔太）、ケンタッキー（CV：梶裕貴）（編曲）
  - 「Mein Leben」(第3話挿入曲)歌:ドライゼ(CV.佐藤拓也)（編曲）
  - 「antique memory ～アメリカ独立戦争 5 bullets edition～」(編曲)
- 『探偵オペラ ミルキィホームズ』
  - 「Reflection」(探偵オペラ ミルキィホームズ　アルセーヌ 華麗なる欲望」主題歌) 歌:ミルキィホームズ（編曲）
  - 「TiCK TaCK」 歌:ミルキィホームズ（編曲）
- 『デジモンアドベンチャー02 THE BEGINNING』
  - 「brave heart-THE BEGINNING Ver.-」 (編曲)
- 『デジモンアドベンチャー02 ベストパートナー』
  - Dera-DX Delight / アルマジモン（CV.浦和めぐみ）
- 『テニスの王子様』『新テニスの王子様』
  - 「幸村精市／for Yourself」（編曲）
  - 「平古場 凛／STYLE (CV. 吉野裕行)」（編曲）
  - 「財前 光／Get Sparks (CV. 荒木宏文)」（編曲）
  - 「千歳千里／流れ雲 (CV. 大須賀純)」（編曲）
  - 「Empty Sky」白石蔵ノ介 (CV：細谷佳正)（編曲）
  - 「Hellhound, howling」日吉 若 (CV：岩崎征実)（編曲）
  - 「Let's game!」大石秀一郎真田弦一郎甲斐裕次郎 (CV:岩崎征実)（作・編曲）
  - 「Moon Ambition」歌 : 忍足侑士(cv:木内秀信)(編曲)
  - 「キミとParty Night」「新テニスの王子様 オン･ザ･レイディオ」1月度オープニングテーマ歌 : 君島育斗(cv:細貝圭)(編曲)
  - 「Blooming Step」歌 : 竜崎桜乃(cv:高橋美佳子)「新テニスの王子様 オン･ザ･レイディオ」3月度オープニングテーマ(編曲)
  - 「Rainbow Atlas／ゼウス・イリオポウロス」(CV:関智一)　作曲・編曲
  - 「Unknown Territory／大石秀一郎」(CV:近藤孝行)　作曲・編曲
  - 「Avant-garde／エドガー・ドラクロワ＆ジョナタン・サン・ジョルジュ」 (CV: #小林ゆう) 編曲　
  - 「愛（アムール）、その戯曲／L・カミュ・ド・シャルパンティエ」（CV:緑川光）作曲・編曲
  - 大石秀一郎/アクアリウムファンタジー(作曲・編曲)
  - 大石秀一郎/Unkonown Territory-Alubum Version-(作曲・編曲)
  - 大石秀一郎/Shooting Star(作詞・作曲・編曲)
- 『NORN9 ノルン+ノネット』
  - 「自由な空へ」歌: 市ノ瀬千里（CV：下野紘）（編曲）
  - 「純白の未来」歌：二条朔也（CV：斎賀みつき）（編曲）
  - 「夢幻の檻から」歌：加賀見一月（CV：遊佐浩二）（編曲）
  - 「見えない鎖」歌：宿吏暁人（CV：杉山紀彰）（編曲）
  - 「君をずっと」歌：結賀 駆（CV：梶裕貴）（編曲）
- 「覇穹 封神演義」
  - 「∞の櫻 ～Eien no Sakura～」(作・編曲)
- 『B-PROJECT』
  - 「S級パラダイス」(アルバム共通曲)歌：是国竜持(CV.岸尾だいすけ)、金城剛士(CV.豊永利行)、増長和南(CV.上村祐翔)、音済百太郎(CV.柿原徹也)、野目龍広(CV.大河元気)、寺光唯月(CV.西山宏太朗)、殿弥勒(CV.江口拓也)、北門倫毘沙(CV.小野大輔)、阿修悠太(CV.花江夏樹)、愛染健十(CV.加藤和樹)、王茶利暉(CV.森久保祥太郎)、釈村帝人(CV.増田俊樹)、寺光遙日(CV.八代拓)、不動明謙(CV.千葉翔也)（編曲）
  - 「Blooming Festa!」歌：寺光 唯月(CV. 西山宏太朗)、寺光 遙日(CV. 八代拓)、不動 明謙(CV. 千葉翔也)、殿 弥勒(CV. 江口拓也 )
  - 「絶頂的WANTED!」歌：寺光遙日(CV:八代拓)(編曲)
  - 「Let’s have Fun♪」歌：王茶利暉(cv.森久保祥太郎) (編曲)
  - 「Never Surrender」歌：野目龍広(CV.大河元気) (編曲)
  - 「My Dearest Wish」歌：北門倫毘沙(CV.小野大輔)（編曲）
  - 「快感*エブリディ/B-PROJECT」歌：是国竜持(CV.岸尾だいすけ)、金城剛士(CV.豊永利行)、増長和南(CV.上村祐翔)、音済百太郎(CV.柿原徹也)、野目龍広(CV.大河元気)、寺光唯月(CV.-西山宏太朗)、殿弥勒(CV.江口拓也)（編曲）
  - 「Vectorial」　歌:キタコレ (cv.小野大輔、岸尾だいすけ)　&　KiLLER KiNG（cv.西山宏太朗、八代拓、千葉翔也、江口拓也）(作曲・編曲)
- 『放課後さいころ倶楽部』 
  - エンディングテーマ「On the Board」歌 - 武笠美姫（宮下早紀）、高屋敷綾（高野麻里佳）、大野翠（富田美憂）（編曲）
- 「魔法少女なんてもういいですから。セカンドシーズン」
  - 「君色に染まる 〜アース・スター ドリームver.〜」（編曲）
- 『三ツ星カラーズ』
  - 「Happy★Pandemic」(作・編曲)
- 『無責任ギャラクシー☆タイラー』
  - 「スマイル・インビテーション」(主題歌)歌: ひかのん(編曲)
- 『遊☆戯☆王ARC-V（アーク・ファイブ）』
  - 「One Step」（エンディングテーマ）歌: P☆CUTE（ペンデュラム☆キュート）（編曲）
- 『ラピスリライツ・スターズ』
  - 「ポジティブ★パラダイス」(編曲)歌:Sadistic★Candy / アンジェリカ(CV：雨宮夕夏)、ルキフェル(CV：松田利冴)
- 『ルミナスウィッチーズ』
  - 「青空ダイブ」歌:ルミナスウィッチーズ（作詞・作編曲）

### ゲーム
- 「アイドルマスター SideM」
  - 「Time Before Time」歌：Legenders 葛之葉雨彦 (CV.笠間淳), 北村想楽 (CV.汐谷文康), 古論クリス (CV.駒田航)
- 「アイドルマスター シンデレラガールズ」関連
  - 「純情Midnight伝説」歌:向井拓海(CV:原優子) 大和亜季(CV:村中知) 木村夏樹(CV:安野希世乃) 藤本里奈(CV:金子真由美) 松永涼(CV:千菅春香)（編曲）
  - 「Frozen Tears」北条加蓮（CV:渕上舞）（編曲）
  - 「モーレツ★世直しギルティ！」歌:片桐早苗（CV：和氣あず未）、堀裕子（CV：鈴木絵理）、及川雫（CV：のぐちゆり）（編曲）
  - 「Virgin Love」歌:ノーティギャルズ[メンバー 1]（編曲）
- 「アイドルマスター シンデレラガールズ スターライトステージ」
  - 「Starry-Go-Round」歌:大槻唯（CV.山下七海）・前川みく（CV.高森奈津美）・二宮飛鳥（CV.青木志貴）・アナスタシア（CV.上坂すみれ）・姫川友紀（CV.杜野まこ）（編曲）
  - 「ゴキゲンParty Night -Dance!!!!!!!!!!!!!!! Remix-」歌:渋谷凛（CV：福原綾香）、北条加蓮（CV：渕上舞）、神谷奈緒（CV：松井恵理子）（編曲）
  - 「あこがれステッチ」歌：佐々木千枝（CV：今井麻夏）」（編曲）
  - 「春恋フレーム」歌:上条春菜（CV.長島光那）（編曲）
- 『アズールレーン』
  - 「自由の暁」（作詞 /曲・編曲）
- 『アニドルカラーズ』
  - 「Ride on☆7Dream!」歌：「7Colors」（朝日悠希(CV:寺島惇太)＆夏月斗羽(CV:山谷祥生)＆不知火颯(CV:白井悠介)＆蓮水巴瑠(CV:鈴木裕斗)＆土岐結人(CV:土岐隼一)＆柚木真哉(CV:八代拓)＆金森碧叶(CV:榎木淳弥)）(編曲）
  - 「瞬間Sparkle」歌：「7Colors」（朝日悠希(CV:寺島惇太)＆夏月斗羽(CV:山谷祥生)＆不知火颯(CV:白井悠介)＆蓮水巴瑠(CV:鈴木裕斗)＆土岐結人(CV:土岐隼一)＆柚木真哉(CV:八代拓)＆金森碧叶(CV:榎木淳弥)）(編曲）
  - 「Trip × Trap」歌：「Clarity」（春宮亜蘭（CV.畠中祐）＆夏月雫（CV.中澤まさとも）＆寿秋誉（CV.武内駿輔）＆冬弥要（CV.森嶋秀太））（編曲）
  - 「Delicious night!」歌：「Clarity」（春宮亜蘭（CV.畠中祐）＆夏月雫（CV.中澤まさとも）＆寿秋誉（CV.武内駿輔）＆冬弥要（CV.森嶋秀太））（編曲）
- 『アノニマス・コード』
  - 「My Dearest」(エンディングテーマ)歌:FRAM（フラン）（作・編曲）
- 『あんさんぶるスターズ!!』
  - 「Helter-Spider」歌:「Crazy:B」天城 燐音 (CV：阿座上洋平)、HiMERU (CV：笠間淳)、桜河 こはく (CV：海渡翼)、椎名 ニキ (CV：山口智広)（作・編曲）
  - 「Treasure Memories」歌唱： 姫宮 桃李 (CV：村瀬歩)（編曲）
  - 「夢見るアーキテクチャ」歌:影片 みか（作・編曲）
  - 「誠心決風録」歌:神崎 颯馬（作・編曲）
  - 「A WAY OF LIGHT」歌:葵 ゆうた(CV：斉藤壮馬)（作・編曲）
- 『イケメン戦国◆時をかける恋』
  - 「Love Letters」歌：豊臣秀吉（CV：鳥海浩輔）
  - 「天邪鬼の恋唄」歌：徳川家康（CV：増田俊樹）
  - 「命の灯」歌：武田信玄（CV：梅原裕一郎）(編曲)
  - 「恋空に響け」歌：歌：森 蘭丸(CV.蒼井翔太)(編曲)
- 「温泉むすめ」
  - 「LUSH STAR☆」歌：LUSH STAR☆ 熱海初夏（CV：本渡楓）、銀山心雪（CV：長縄まりあ）、白浜帆南美（CV：谷口夢奈）、和倉雅奈（CV：戸田めぐみ）、指宿絵璃菜（CV：松田颯水）(編曲)
- 『Collar×Malice』
  - 「Collar×Malice Character CD vol.1 」True dawn / 歌:柳 愛時(CV.森田成一)（編曲）
  - 「Collar×Malice Character CD vol.2 」My Precious / 歌:岡崎 契 (CV.梶裕貴)（編曲）
  - 「Collar×Malice Character CD vol.3 」Only Your Hero / 歌:榎本峰雄(CV.斉藤壮馬)（編曲）
  - 「Collar×Malice Character CD vol.4 」Last answer / 歌:笹塚 尊（CV.浪川大輔）（編曲）
  - 「Collar×Malice Character CD vol.5 」Little Love Song / 歌:白石景之（CV.木村良平）（編曲）
- 『恋花幕明録』
  - 主題歌「理由」（作曲・編曲）
- 『PsychicEmotion6（サイキックエモーション6）』
  - 「starlight fantasy」（OP）歌:mao）（編曲）
  - 「forever & ever」（ED）歌:mao）（編曲）
- 『THE KING OF FIGHTERS for GIRLS』
  - 「Just Keep Goin' 」歌:テリー・ボガード(CV.近藤隆), アンディ・ボガード(CV.深町寿成), ジョー・東(CV.沢城千春)（編曲）
- SHOW BY ROCK!!
  - 「ソラウソ」歌：BUD VIRGIN LOGIC［アイレーン（野口瑠璃子）］（編曲）
  - 「Forbidden」歌：BUD VIRGIN LOGIC［アイレーン（野口瑠璃子）］（編曲）
  - 「オモイノシルシ」歌：プラズマジカ［シアン（稲川英里）］（編曲）
  - 「幻影のシュトライヒ」歌：シンガンクリムゾンズ［クロウ（谷山紀章）］（編曲）
  - 「Monologue」歌：BUD VIRGIN LOGIC［アイレーン（野口瑠璃子）］（編曲）
  - 「Cotton Candy Diary」歌：ドーリィドルチ［キャンディラパン（佐々木未来）］（編曲）
  - 「浮世に舞ふは刹那の華」歌：徒然なる操り霧幻庵［阿（早見沙織）］（編曲）
  - 「未完成Tripper」歌：プラズマジカ［モア（佐倉綾音）］（編曲）
  - 「忍情∞数歌」歌：忍迅雷音［嵐（廣瀬直也）］（編曲）
  - 「IDENTITY」歌：すたっどばんぎゃっしゅ［チッティ（相内沙英）］（編曲）
  - 「イメージノ」歌：Yokazenohorizon［リカオ（古川慎）］（編曲）
  - 「サイエンス・フィクション」歌：トライクロニカ［シュウ☆ゾー（宮野真守）］（編曲）
  - 「ブライトワールズノベル」歌：Mashumairesh!!（遠野ひかる、夏吉ゆうこ、和多田美咲、山根綺）（作・編曲）
  - 「Dazzling」歌：ララリン（Lynn）（作・編曲）
  - 「運命のSocial distance」歌:クロウ(谷山紀章)、ヤス(伊東健人)（作・編曲）
  - 「ジェネリックヒロイン」歌：ゼロティックホリック［ぎゃらこ（ファイルーズあい）、しまっく（松岡美里）］（作・編曲）
  - 「恋詠ノ蝶」歌：徒然なる操り霧幻庵［阿（早見沙織）］（編曲）
  - 「Indivisible」歌：Kuronoatmosphere［919（蒼井翔太）］（作詞（協同作詞）・作・編曲）
  - 「人生レシピ」歌：ゼロティックホリック［ぎゃらこ（ファイルーズあい）、しまっく（松岡美里）］（作詞&作・編曲）
  - 「MVP」歌:ゼロティックホリック（作詞&作・編曲）
- 『消滅都市2』
  - 「グッデイサンシャイン！」歌:SPR5(シュプリーム５)ホムラ(cv:社本悠)、ナミ(cv:岩井映美里)、ハルカ(cv:直田姫奈)、レナ(cv:大西亜玖璃)、ユア(cv:園山ひかり)（編曲）
- 『PlayStation Vita「7'scarlet」』
  - 「LOVESICK」（挿入歌）歌：AUK ZERO featuring A-TO（CV:森久保祥太郎）（編曲）
- 『千銃士』
  - 「Nothing Impossible」歌:ナポレオン(CV.浪川大輔)（編曲）
  - 「Sniper's Aesthetic」歌:ケンタッキー(CV.梶裕貴)（編曲）
  - 「反逆の華〜Black Rebellion〜」歌:アリ・パシャ(CV.小野友樹)（編曲）
  - 「祈りの風」歌:マフムト(CV.古川慎)（編曲）
  - 「as a wind」歌:エセン(CV.山本一慶)（編曲）
  - 「Mein Leben」歌:ドライゼ(CV.佐藤拓也)（編曲）
  - 「哀愁モナムール」歌:タバティエール(CV.高橋広樹)（編曲）
- 『ダンキラ!!! - Boys, be DANCING! -』
  - 「Who Wants 2 Party」 歌:Motonori Kitai
- 『天華百剣 -斬-』
  - 「夏色紋様」歌:江雪左文字(CV:佐藤亜美菜)、小烏丸(CV:大和田仁美)、武蔵正宗(CV:金魚わかな)（編曲）
  - 「くくくXmas剣奏曲」歌:和泉守兼定(CV:高井舞香)、獅子王(CV:高柳知葉)、太郎坊兼光(CV:原田彩楓)（編曲）
  - 「胸キュンサマーにCheck In, Please♪」歌:燭台切光忠(CV:白城なお)、千子村正(CV:前田佳織里)、鶴丸国永(CV:本泉莉奈)（編曲）
  - 「おめかし＊夢見し＊恋拍子」歌：安芸国佐伯荘藤原貞安(CV:前田玲奈)、大三原(CV:高槻かなこ)、同田貫正国(CV:貫井柚佳)（編曲）
- 「Tokyo 7th シスターズ」
  - 「FALLING DOWN」歌:セブンスシスターズ　七咲ニコル(CV:水瀬いのり)、羽生田ミト(CV:渕上舞)、御園尾マナ(CV:前田玲奈)、寿クルト(CV:黒瀬ゆうこ)、若王子ルイ(CV:川﨑芽衣子)、遊佐メモル(CV:辻あゆみ)（編曲）
  - 「You Can’t Win」歌:NI+CORA　天堂寺ムスビ(CV:高田憂希)、アレサンドラ・スース(CV:大西沙織)（編曲）
  - 「Fire and Rose」歌:The QUEEN of PURPLE　Vo: E.MURASAKI(越前ムラサキ / CV: 野村麻衣子)、B/Vo: S.FERB(瀬戸ファーブ / CV: 広瀬ゆうき)、G: S.YUMENO(堺屋ユメノ / CV: 山本彩乃)、Dr: M.MATSURI(三森マツリ / CV: 巽悠衣子)（編曲）
- 『刀剣乱舞-ONLINE-』
  - 「夢現乱舞抄」(主題歌)歌:板垣奏太郎（編曲）
- 『ときめきアイドル』
  - 「セツナセカイ」歌:結城秋葉 (CV:日岡なつみ), 田中フランチェスカ (CV:和久井優), 青山つばさ (CV:青山吉能), 日比野記子 (CV: 陽向さおり), 朝霧春子 (CV: 早瀬莉花)（編曲）
- 『薄桜鬼 士道演戯』
  - 「静かなる奔流」(主題歌)歌:吉岡亜衣加（編曲）
- 『PlayStation 4「薄桜鬼 真改 風華伝」』
  - 「一心〜地の涯まで〜」（オープニングテーマ）歌: 吉岡亜衣加（編曲）
- 『PlayStation Vita「薄桜鬼 真改 風ノ章」』
  - 「瑠璃ノ空へ」（オープニングテーマ）歌: 吉岡亜衣加（編曲）
  - 「常盤火」（エンディングテーマ）歌: 吉岡亜衣加（編曲）
- 『PlayStation Vita「薄桜鬼 真改 華ノ章」』
  - 「嵐の中で咲く華」（オープニングテーマ）歌: 吉岡亜衣加（編曲）
  - 「命ノ相聞歌」（エンディングテーマ）歌: 吉岡亜衣加（編曲）
- 『Nintendo Switch「薄桜鬼 真改 月影ノ抄」』
  - 「想ノ舟」（オープニングテーマ）歌: 吉岡亜衣加（編曲）
  - 「微笑みのほとり」（エンディングテーマ）歌: 吉岡亜衣加（編曲）
- 『Nintendo Switch「薄桜鬼 真改 銀星ノ抄」』
  - 「願ノ河」（オープニングテーマ）歌: 吉岡亜衣加（編曲）
  - 「星の咲く道で」（エンディングテーマ）歌: 吉岡亜衣加（編曲）
- PlayStation Vita「フォルティッシモ」
  - 「fortte」（作・編曲）
- 『PlayStation Vita「BROTHERS CONFLICT Precious Baby」』
  - 「AFFECTIONS」（Passion Pink オープニングテーマ）歌: 朝日奈 椿＆梓（CV：鈴村健一＆鳥海浩輔）（編曲）
- 『プリンセスコネクト!Re:Dive』
  - 「Peaceful*ちゃんぷるー」歌:マホ（CV:内田真礼）カオリ（CV:高森奈津美）（編曲）
  - 「Aloofness Code」歌:ジュン（cv:川澄綾子)、クリスティーナ（たかはし智秋)、トモ（茅原実里)、マツリ（下田麻美)（編曲）
  - 「Heartful Place」歌：マヒル(CV:新田恵海)、リン(CV:小岩井ことり)（編曲）
  - 「Holy Passion Roses」歌：サレン(CV:堀江由衣)、アキノ(CV:松嵜麗)（編曲）
- 『ラピスリライツ ～この世界のアイドルは魔法が使える～』
  - 「Trinity」歌「supernova」(ユエ CV：桜木夕)(ミルフィーユ CV：奥紗瑛子)(フィオナ CV：伊藤はるか)（編曲）
  - 「VIVIらぷ」歌「Sadistic★Candy」(アンジェリカ CV：雨宮夕夏)(ルキフェル CV：松田利冴)（編曲）
  - 「Butterfly」歌「IV KLORE」(エミリア CV：星乃葉月)(あるふぁ CV：嶺内ともみ)(サルサ CV：篠原侑)(ガーネット CV：中山瑶子)(編曲)
  - 「knockin' on baby」歌「シュガーポケッツ」(ラトゥーラ CV：早瀬雪未)(シャンペ CV：広瀬世華)(メアリーベリー CV：赤尾ひかる)(編曲)
- 『ラブライブ!虹ヶ咲学園スクールアイドル同好会 トキメキの未来地図』
  - Eternalize Love!! 歌:虹ヶ咲学園スクールアイドル同好会（作曲・編曲）

### アーティスト
- 内田彩
  - 「Like a Bird」（編曲）
  - 「MELODY」（編曲）
  - 「EARNEST WISH」（編曲）
- 内田雄馬
  - 「Shower」（編曲）
  - 「FROM HERE」（編曲）
  - 「1 LOVE 1」（作詞）
  - 「DangeR」（作詞・作曲・編曲）
  - 「Shot」（作詞・作曲・編曲）
- ATEEZ
  - 「UTOPIA (Japanese Ver.)」（日本語詞）
  - 「Answer (Japanese Ver.)」（日本語詞）
  - 「The King」（日本語詞）
  - 「Paradigm」（日本語詞）
  - 「New World」（日本語詞）
- AKB48
  - 「Generation Change」（編曲）
- 小倉唯
  - 「winter tale」（編曲）
  - 「Tomorrow」（編曲）
  - 「永遠少年」（編曲） - テレビアニメ『音楽少女』（TOKYO MX）オープニングテーマ[2]
  - 「白く咲く花」（編曲）
  - 「ドキドキラビリンス」（編曲）
  - 「Reflect」（編曲）
  - 「Clear Morning」（編曲） - 『ブルーアーカイブ -Blue Archive-』日本版テーマソング[3]
- 鬼頭明里
  - 「Swinging Heart」（編曲）
  - 「Drawing a Wish」（編曲）
- 熊猫堂ProducePandas
  - 「COSMIC ANTHEM - Japanese Ver.-」（編曲）
  - 「COSMIC ANTHEM -Chinese Ver.-」（編曲）
- ClariS
  - 「コイノミ」（編曲）
  - 「YUMENOKI」（編曲）
  - 「Collage」（編曲） - 『リスアニ!TV』（TOKYO MX） 5th Season OPテーマ[4]
  - 「TRAVEL」（編曲）
- 来栖りん
  - 「ばいばい、」（編曲）
- Gothic×Luck
  - 「ミチシルべ」（作詞・作曲・編曲）
- 諏訪ななか
  - 「Donut Ring World」（編曲）
  - 「Storytelling」（編曲）
- つばきファクトリー
  - 「イマナンジ?」（作曲・編曲）
- なにわ男子
  - 「2Faced」（編曲）
- 新田恵海
  - 「In the Ring」（編曲）
- 乃木坂46
  - 「それまでの猶予」（編曲）
- Hi!Superb
  - 「By your side, By my side」（作曲・編曲）
- petit milady
  - 「聖シルヴェストルのテーブル」（編曲）
  - 「Girl's Jubilee」（編曲）
- 前田愛（AiM）
  - 「Over The Rainbow~七色の虹をこえて」（編曲）
  - 「スタンド・バイ・ミー~ひと夏の冒険~」(編曲）
- Machico
  - 「key of the future」（編曲）
  - 「Happy Gathering」（編曲）
- 水瀬いのり
  - 「これからも。」（編曲）
- 宮田幸季
  - 「色彩なきパエザッジョ」（編曲）
  - 「Carnaval」（編曲） - 『宮田幸季です』（超!A&G+）オープニングテーマ
  - 「笑顔の魔法」（編曲）
  - 「またね」（編曲） - 『宮田幸季です』（超!A&G+）エンディングテーマ
- 山崎エリイ
  - 「全部キミのせいだ」（編曲）
  - 「Shiny Sunny Sunday」（編曲）
- 悠木碧
  - 「Fairy in the hurdy-gurdy」（編曲）
- LABOUM
  - 「BowWow!!」（作詞・作曲・共編曲）
- リュ・シウォン
  - 「巡愛」（編曲）
- 和氣あず未
  - 「3.Twinkle＊Twinkle」（編曲）
- ONE LOVE ONE HEART
  - 「物語はここから」（共作曲・編曲） - 『めざまし8』（フジテレビ系列）2024年11月度エンディングソング[5]

### バーチャルYouTuber
- 鴉紋ゆうく
  - 「オレアラカルト」（作詞・作曲・編曲）
- 獅子神レオナ
  - 「Brightenin' Hope」（編曲）
  - 「キズナイズム」（編曲）
  - 「ソラノハナ」（編曲）
  - 「5月のせいにして。」（編曲）
  - 「ナンセンス・ワード」（編曲）
- ときのそら
  - 「ブルーディスコ」 (作詞・作曲・編曲)
- フレン・E・ルスタリオ
  - 「群青フォトグラフ」（作詞・作曲・編曲）
- VOLTACTION
  - 「Desert Diamond」 (作詞・作曲・編曲)

### キャラクター
- Beatcats
  - 「Candy Girl」（作詞・作曲・編曲）
  - 「Zap Zap」（作詞・作曲・編曲）
- MARGINAL＃4
  - 「サジタリウス」藍羽ルイ(CV.高橋直純)、牧島シャイ(CV.豊永利行)、滝丸アルト(CV.沢城千春)（作曲・編曲）
  - 「リトルジャーニー」藍羽ルイ(CV.高橋直純)、牧島シャイ(CV.豊永利行)、滝丸アルト(CV.沢城千春)（作曲・編曲）

### 映画・企画
- 「うたって覚えよう!楽しく勉強!テスト対策」
  - 「日本の歴史のオールスター」（歴史上の人物）（作・編曲）
  - 「うたって覚えるクラシック」（曲名・作曲家）
- 「うたって覚えよう!DVD〜九九のうた・県庁所在地〜」
  - 「とけいライダーのうた（時間・時計）」（編曲）
- 「3才あっぱれ!うたって覚えよう!〜あいうえおのうた〜」
  - 「とけいライダーのうた」（編曲）
  - 「いっしゅうかんのうた」（編曲）

### ドラマCD
- 『音戯の譜 ～CHRONICLE～ 2nd series』
  - 「Fantasie Nacht」歌/カッツェ・トロイメライ(CV:天﨑滉平)（編曲）
  - 「自戯言（ひとりごと）」歌/一寸法師（CV：石谷春貴)（編曲）
  - 「◇WoNdeR PaRTy◆」アリスティア(CV:徳留慎乃佑)（編曲）
- 『CARNELIAN BLOOD（カーネリアンブラッド）』
  - 「Aspiration」 歌:EROSION 赤刎トキシン(CV:千葉翔也)、杠葉ヨル(CV:ランズベリー・アーサー)、蓮巳ネィト(CV:鈴木崚汰)、雨宮ビャクヤ(CV:広瀬裕也)、染狩クレハ(CV:豊永利行)（作・編曲）
  - 「Get Out!!!!!」 歌:EROSION 赤刎トキシン(CV:千葉翔也)、杠葉ヨル(CV:ランズベリー・アーサー)、蓮巳ネィト(CV:鈴木崚汰)、雨宮ビャクヤ(CV:広瀬裕也)、染狩クレハ(CV:豊永利行)（作・編曲）
  - 「野薔薇」歌:CREHA（CV.豊永利行）（作・編曲）
  - 「Devil’s Dinner」歌:BYAKUYA(CV.広瀬裕也)（作・編曲）
  - 「NEVER LET “U” GO /EROSION」 歌:EROSION (CV.千葉翔也)、杠葉ヨル(CV.ランズベリー・アーサー)、蓮巳ネィト(CV.鈴木崚汰)、雨宮ビャクヤ(CV.広瀬裕也)、染狩クレハ(CV.豊永利行)（作・編曲）
  - 「Dancing on the edge」歌:EROSION （作・編曲）
- 『B-PROJECT』
  - 「Darkness Night」歌:B-PROJECT（作・編曲）
  - 「Let’s call」歌:キタコレ＆MooNs（作・編曲）
  - 「Hooked on love」歌:THRIVE＆KiLLER KiNG（作・編曲）
  - 「BEAST」歌:THRIVE（作詞・作曲・編曲）
- 『PERFECTION NOISE』
  - 「True Place」（主題歌） 歌: 倉月成海（CV：千葉翔也）、一条瀬那（CV：斉藤壮馬）、向坂秋人（CV：石川界人）、来宮千智（CV：木村良平）（編曲）
  - 「Deep」(編曲)) 歌: 倉月成海（CV：千葉翔也）
  - 「Turning Point」（編曲）歌:一条瀬那（CV：斉藤壮馬）
  - 「Down to Zero」(編曲)歌:向坂秋人（CV：石川界人）
  - 「Achromatic」(編曲)歌:来宮千智（CV：木村良平）
- 『和奇伝愛』
  - 「薫り語り」（主題歌）歌: 吉岡亜衣加（編曲）

### 劇伴作品
- TVアニメ「音楽少女」
- 日本テレビ「元気のアプリ　EDテーマ・劇中曲」BGM
- 『新テニスの王子様 氷帝vs立海 Game of Future』前篇
- 『新テニスの王子様 氷帝vs立海 Game of Future』後篇
- テレビ東京系列『新テニスの王子様 U-17 WORLD CUP』

### ミュージカル
- 『スタミュ』
  - 「＆BEGINNING」（作・編曲）
  - 「Delight Song」（作・編曲）
- 『スタミュ（高校星歌劇）』　
  - 「サウンドロスト」（作曲・編曲）
- 『ミラクル☆ステージ『サンリオ男子』』
  - 「√Shining!!!!!（ルートシャイニング）」歌:サンリオ男子（編曲）

### BGM
- 福島中央テレビ「ゴジてれ Chu!」BGM（作・編曲）
- 「関西ジャニーズJr.LIVE 2019 Happy 2 year!!今年も関ジュとChu Year!!」「Overture(BGM)」（作・編曲）
- ジャニーズWEST「YSSB前 OVERTURE」（作曲）
- SixTONESライブ「TrackONE -IMPACT-」「PARTY'S ON前INTER(BGM)」（作・編曲）

### TVドラマ
- 『薄桜鬼』 
  - エンディングテーマ「誓ノ花片」歌：吉岡亜衣加 (編曲)